# Eleutherodactylus gossei
Espèce
Synonymes
- Eleutherodactylus gossei oligaulax Schwartz & Fowler, 1973
- Eleutherodactylus oligaulax Schwartz & Fowler, 1973

Statut de conservation UICN

 LC  : Préoccupation mineure
Eleutherodactylus gossei est une espèce d'amphibiens de la famille des Eleutherodactylidae.

## Répartition
Cette espèce est endémique de la Jamaïque. Elle se rencontre du niveau de la mer à 1 515 m d'altitude.

## Description
Les femelles mesurent jusqu'à 34 mm.

## Étymologie
Cette espèce est nommée en l'honneur de Philip Henry Gosse.

## Publications originales
- Dunn, 1926 : The frogs of Jamaica. Proceedings of the Boston Society of Natural History, vol. 38, p. 111-130.
- Schwartz & Fowler, 1973 : The Anura of Jamaica: a status report. Studies on the fauna of Curaçao and other Caribbean islands, vol. 43, no 142, p. 50-142.